# Oleksiivka (Raión de Bolhrad)
Oleksiivka  (ucraniano: Олексіївка) es un pueblo del Raión de Bolhrad en el Óblast de Odesa de Ucrania. Según el censo de 2001, tiene una población de 90 habitantes.